# Тройственная ограниченность

Треугольник управления проектами

Классическая форма тройственной ограниченности описывает баланс между содержанием проекта, стоимостью, временем и качеством. Качество было добавлено позже, поэтому изначально именована как тройственная ограниченность.
Как того требует любое начинание, проект должен протекать и достигать финала с учётом определённых ограничений. Классически эти ограничения определены как содержание проекта, время и стоимость. Они также относятся к Треугольнику Управления проектами, где каждая его сторона представляет ограничение. Изменение одной стороны треугольника влияет на другие стороны. Дальнейшее уточнение ограничений выделило из содержания качество, превратив качество в четвёртое ограничение.
Ограниченность времени определяется количеством доступного времени для завершения проекта. Ограниченность стоимости определяется бюджетом, выделенным для осуществления проекта. Ограниченность содержания определяется набором действий, необходимых для достижения конечного результата проекта. Эти три ограниченности часто соперничают между собой. Изменение содержания проекта обычно приводит к изменению сроков (времени) и стоимости. Сжатые сроки (время) могут вызвать увеличение стоимости и уменьшение содержания. Небольшой бюджет (стоимость) может вызвать увеличение сроков (времени) и уменьшение содержания.
Управление проектами является наукой о применении инструментов и технологий, которые дают возможность команде (не только управляющему проектом) организовать работу с учётом этих ограничений.
Иной подход к управлению проектами рассматривает следующие три ограниченности: финансы, время и человеческие ресурсы. При необходимости сократить сроки (время) можно увеличить количество занятых людей для решения проблемы, что непременно приведёт к увеличению бюджета (стоимость). За счёт того, что эта задача будет решаться быстрее, можно избежать роста бюджета, уменьшая затраты на равную величину в любом другом сегменте проекта.